# Жураковський Віктор Петрович
Віктор Петрович Журако́вський (нар. 29 травня 1928, Харбін — пом. 19 вересня 2001, Одеса) — український живописець; член Спілки радянських художників України з 1958 року.

## Біографія
Народився 29 травня 1928 року в місті Харбіні (нині Китайська Народна Республіка). Протягом 1952—1955 років навчався в Одеському художньому училищі, де його викладачами були Леонід Мучник, Діна Фруміна, Мойсей Муцельмахер, Михайло Тодоров.
Жив в Одесі, в будинку на вулиці Дерибасівській, № 12, квартира 7, потім в будинку на вулиці Успенській, № 5, квартира 13. Помер в Одесі 19 вересня 2001 року.

## Творчість
Працював в галузі станкового живопису. Писав переважно пейзажі, а також портрети і натюрморти. Серед робіт:
- «З уловом» (1955);
- «Сивий прибій» (1955);
- «Ранок у порту» (1957);
- «Полудень» (1960);
- «Свіжий вітер» (1961);
- «На рейді» (1963);
- «„Радянська Україна“ в Одеському порту» (1964);
- «Десант» (1967);
- «Подвір'я» (1970);
- «Повернення з завдання» (1970);
- «Тиша» (1972);
- «На лікбез» (1973);
- «Юність» (1974);
- «Мигдаль» (1975—1976);
- «Смереки» (1980);
- «Поле після дощу» (1989);
- «На березі» (1998);
- «Натюрморт із трояндами» (1998);
- «Натюрморт із квітами» (1999);
- «Озеро» (1999);
- «Вода сяє» (1999);
- «Пейзажі із жіночою фігурою» (2000);
- «Хризантеми» (2000)
- «Поле і ліс» (2000).

Ілюстрував книги для Одеського облвидаву:
- «Ріють буревісники» Олександра Уварова (1957);
- «Дорога душа» С. П. Полякова (1958);
- «Кінець Золотого зуба» Пантелеймона Кука (1958).

Брав участь у республіканських і всесоюзних виставках з 1954 року. Персональні виставки відбулися в Одесі у 1980, 1994, 1998 роках.
Окремі роботи зберігаються в Одеському художньому музеї, Державному музеї морського флоту України в Одесі.